# تامس چترتون
تامس چترتون (انگلیسی: Thomas Chatterton؛ ۲۰ نوامبر ۱۷۵۲ – ۲۴ اوت ۱۷۷۰) یک شاعر اهل بریتانیا بود.